# NGC 4622B
NGC 4622B је лентикуларна галаксија у сазвежђу Кентаур која се налази на NGC листи објеката дубоког неба.
Деклинација објекта је - 40° 43' 4" а ректасцензија 12h 43m 50,6s. Привидна величина (магнитуда) објекта NGC 4622 износи 14,2 а фотографска магнитуда 15,2. NGC 4622B је још познат и под ознакама ESO 322-64A, MCG -7-26-36, VV 580, AM 1241-402, DCL 163, PGC 42852.